# Campeonato Acriano de Handebol Feminino
O Campeonato Acriano de Handebol Feminino é uma competição realizada por clubes de handebol do estado do Acre, na categoria adulto feminino. É organizado pela Federação Acreana de Handebol (Fach).